# Eiður Guðjohnsen
Eiður Smári Guðjohnsen (* 15. September 1978 in Reykjavík) ist ein ehemaliger isländischer Fußballspieler und heutiger -trainer. Er war Kapitän der isländischen Fußballnationalmannschaft und wird als der beste isländische Fußballer der Geschichte angesehen.

## Karriere

### Verein
Sein erstes Erstligaspiel absolvierte Guðjohnsen mit 15 Jahren bei seinem Jugendverein Valur Reykjavík, bei dem er bereits mit 16 Jahren Stammspieler wurde. Er wechselte schnell zur PSV Eindhoven, bei der er mit 17 Jahren in der ersten Mannschaft debütierte und u. a. in der Saison 1995/96 Sturmpartner von Ronaldo war.
Als sich Guðjohnsen 1996 schwer verletzte, wurde er von Eindhoven an KR Reykjavík ausgeliehen, wo er schnell wieder zu alter Stärke zurückfand, sodass er 1998 zum englischen Klub Bolton Wanderers, die damals in der English First Division spielten, wechselte. Dort erzielte er in der Saison 1999/2000 21 Treffer. Die Wanderers erreichten in dieser Saison das FA-Cup-Halbfinale.
Im Sommer 2000 verpflichtete der FC Chelsea Guðjohnsen für vier Millionen Pfund Ablöse. Hier bildete er mit Jimmy Floyd Hasselbaink eines der besten Stürmerduos der Vereinsgeschichte. Beide gemeinsam erzielten in der Spielzeit 2001/02 50 Treffer (Hasselbaink 27, Eiður Guðjohnsen 23). Nachdem Roman Abramowitsch den Club gekauft hatte, blieb Guðjohnsen trotz starker Konkurrenz (Drogba, Kezman, Crespo) Stammspieler und erzielte in der Saison 2004/05 zwölf Tore für sein Team und wurde als einziger Spieler neben Frank Lampard in allen 38 Meisterschaftspartien eingesetzt. In der Saison 2005/06 wurde Guðjohnsen von Trainer José Mourinho hauptsächlich im Mittelfeld eingesetzt, kam jedoch nur zu 26 Einsätzen und erzielte lediglich zwei Tore. Als im Sommer 2006 Andrij Schewtschenko zum Londoner Hauptstadtclub wechselte, sah er keine Perspektive bei Chelsea und wechselte in die spanische Primera División zum FC Barcelona. Bei seinem Debüt gegen Celta Vigo erzielte er das entscheidende Tor zum 3:2 für Barcelona in der 87. Minute.
Ende August 2009 unterschrieb Guðjohnsen einen Zweijahresvertrag beim AS Monaco. Im Januar 2010 lieh Tottenham Hotspur ihn bis zum Saisonende aus. Zu Beginn der Saison 2010/11 wechselte er zum englischen Erstligisten Stoke City. Der Verein lieh ihn allerdings schon im Januar 2011 an den Ligakonkurrenten FC Fulham aus.
Nach der Leihe verließ Guðjohnsen Stoke City und schloss sich dem AEK Athen an. Dort unterzeichnete er einen Vertrag bis 2013. Im Herbst 2011 erlitt Guðjohnsen einen schweren Wadenbeinbruch und musste über vier Monate pausieren. In der Sommerpause 2012 wurde sein Vertrag in beidseitigen Einvernehmen aufgelöst.
Ab dem 2. Oktober 2012 stand Guðjohnsen beim belgischen Erstligisten Cercle Brügge unter Vertrag. Im Januar 2013 wechselte er zum Ligakonkurrenten, Stadtrivalen und Top-Klub FC Brügge. Dort unterschrieb er bis Ende Juni 2014.
Nachdem er seit Juni 2014 vereinslos war, unterzeichnete er Anfang Dezember 2014 einen Vertrag beim englischen Zweitligisten Bolton Wanderers, für den er bereits von 1998 bis 2000 gespielt hatte.

### Nationalmannschaft
Am 24. April 1996 schrieb der 17-jährige Eiður Guðjohnsen Fußballgeschichte, als er zu seinem ersten Länderspiel für seinen gerade noch 34-jährigen Vater Arnór Guðjohnsen in Tallinn bei einem offiziellen Länderspiel gegen Estland eingewechselt wurde. Dies war das erste und bisher einzige Mal, dass ein Sohn für seinen Vater in einem Fußballländerspiel eingewechselt wurde. Zwei Monate danach sollten beide in einem Heimspiel zusammen in der Startelf stehen, Guðjohnsen brach sich aber zwischenzeitlich ein Bein und wurde erst wieder fit, als sein Vater schon zurückgetreten war. Am 21. November 2013 gab er nach dem verlorenen Playoff-Spiel zur WM 2014 gegen Kroatien seinen Rücktritt aus der Nationalmannschaft bekannt. Am 28. März 2015 stand er im EM-Qualifikationsspiel in Kasachstan trotz seines Rücktritts Ende 2013 wieder in der Startelf und traf beim 3:0-Sieg nach 20 Minuten zur 1:0-Führung.
Am 10. Mai 2016 nominierten die Nationaltrainer Lars Lagerbäck und Heimir Hallgrímsson Guðjohnsen für den isländischen Kader der Europameisterschaft 2016 in Frankreich. Guðjohnsen wurde beim 1:1 im Gruppenspiel gegen Ungarn und im mit 2:5 verlorenen Viertelfinale gegen Frankreich jeweils für die letzten Minuten eingewechselt.

### Trainer
Seit dem 4. Januar 2019 ist Guðjohnsen Co-Trainer der isländischen U-21-Nationalmannschaft unter Chefcoach Arnar Viðarsson.

## Titel
International
- Champions-League-Sieger: 2009

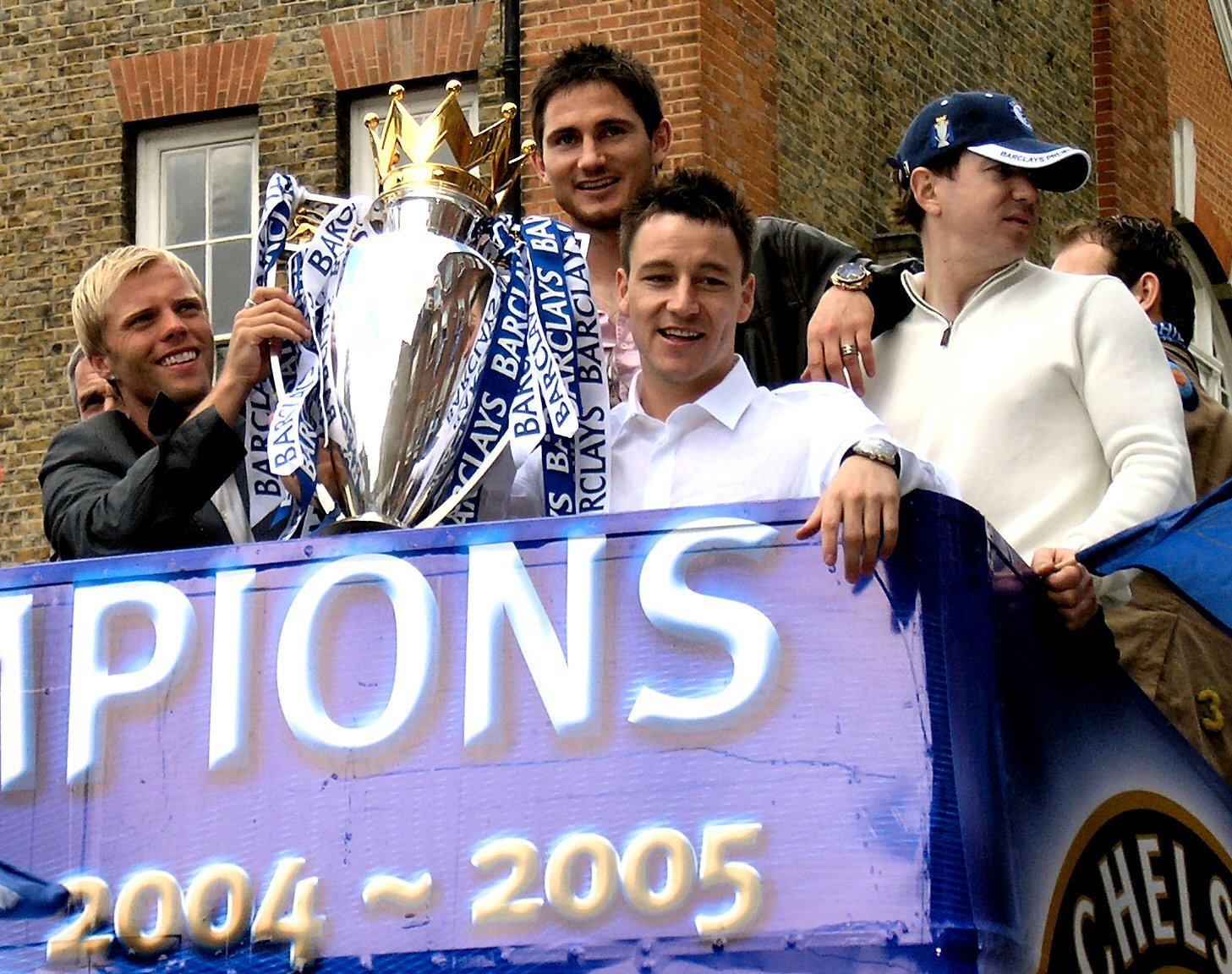
Eiður Guðjohnsen (l.) nach dem Gewinn der englischen Meisterschaft (2005)

- UEFA-Super-Cup-Sieger: 2009 (ohne Einsatz)

Niederlande
- Meister: 1997 (ohne Einsatz)
- Pokalsieger: 1996 (ohne Einsatz)

England
- Meister (2): 2005, 2006
- Ligapokalsieger: 2005
- Supercupsieger: 2000, 2005

Spanien
- Meister: 2009
- Pokalsieger: 2009

Individuell
- Fußballer des Jahres in Island: 2001, 2003, 2004, 2005, 2006, 2008, 2009

## Familie
Sein Vater Arnór (* 1961) war ebenfalls Fußballspieler. Er ist der Onkel des isländischen Handballspielers Aron Pálmarsson. Seine Kinder Sveinn (* 1998), Andri (* 2002) und Daníel (* 2006) sind ebenfalls Fußballspieler.